# Qué bonita es Barcelona
«Qué bonita es Barcelona» es una canción compuesta en 1948 por Manuel Moreno con ritmo de foxtrot.

## Historia
A finales de los años 1940 se hizo muy popular en la radio, popularizada por un efímero grupo musical llamado Los Clippers, cuyo vocalista era Juan Torres. Posteriormente llegarían otras versiones, entre otras las grabadas en las voces de Jorge Sepúlveda, la orquesta Chavales de España (1948-1956), el norteamericano Andy Russell, el grupo Los Cinco Musicales (1968-1974), la Topolino Radio Orquesta al inicio de los años 80 e incluso el cantautor Jaume Sisa, quien la incluyó en su disco Barcelona Postal.